# Heart Aerospace

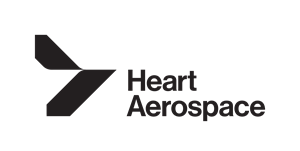

Heart Aerospace — шведский стартап, разрабатывающий электрический самолёт.
Компания разрабатывает полностью электрический региональный самолёт Heart Aerospace ES-19 вместимостью 19 пассажиров. Планируется, что ES-19 будет иметь дальность полёта 400 км и сможет заряжаться менее, чем за 40 минут. Heart Aerospace планирует начало лётных испытаний самолёта в 2024 и сертификацию до конца 2026 года.
В марте 2021 года Heart Aerospace подписала договор о намерениях с авиакомпанией Finnair, который позволит авиакомпании приобрести до 20 самолётов ES-19. В июле 2021 года авиакомпании United Airlines и Mesa Airlines объявили о намерении приобрести по 100 самолётов ES-19. В сентябре 2020 года новозеландская авиакомпания Sounds Air подписала договор о намерениях приобрести самолёты ES-19. С самого начала проекта также заинтересована в приобретении самолётов шведская авиакомпания Braathens Regional Airways.